# Lago Klamath Inferiore
Il lago Klamath Inferiore (in inglese Lower Klamath Lake) è un lago sito nella contea di Siskiyou, in California, Stati Uniti d'America. Il bacino è utilizzato attualmente come riserva d'acqua per l'irrigazione. Precedentemente all'intervento dell'uomo, era connesso con il lago Klamath Superiore.
Il lago è in prossimità del confine statale con l'Oregon ed il Lower Klamath National Wildlife Refuge, riserva naturale che protegge la porzione meridionale dell'antico bacino lacustre, trasborda limitatamente anche in Oregon.
L'area attorno al lago era popolata dai Modoc prima del contatto con gli europei. Attualmente è interessata da un'intensa attività agricola.

## Storia
Precedentemente ai massicci interventi di canalizzazione posti in essere per l'irrigazione, il bacino del lago Klamath Inferiore raggiungeva un'estensione di circa 356 km2, dei quali circa 234,6 di zone paludose e 121,4 di acqua aperta.
Le connessioni tra il lago ed il fiume Klamath, esistenti prima del Novecento furono progressivamente interrotte ad inizio secolo. La costruzione di una ferrovia nella porzione settentrionale del bacino ridusse la comunicazione tra il lago ed il fiume al solo Klamath Strait, chiuso poi nel 1917. Conseguentemente, l'apporto idrico verso il lago si è ridotto e vaste aree del suo letto, ormai al secco, sono state trasformate in terreni agricoli. Nel 1908 è stato istituito il Lower Klamath Lake Wildlife Refuge, a cui è affidata la conservazione di quelle parti del bacino - prevalentemente la porzione meridionale - ove permane l'originario ambiente lacustre.
Ampi interventi di ricanalizzazione della acque hanno interessato il bacino del fiume Lost e la porzione superiore del bacino del Klamath. L'acqua del lago Klamath Inferiore proviene dai fiumi Klamath e Lost e dal lago Klamath Superiore, attraverso lo stesso sistema di condotti e canali utilizzato per l'irrigazione. Il bacino stesso è utilizzato come un enorme serbatoio, da cui prelevare l'acqua all'occorrenza.